# Xavier María de Munibe e Idiáquez

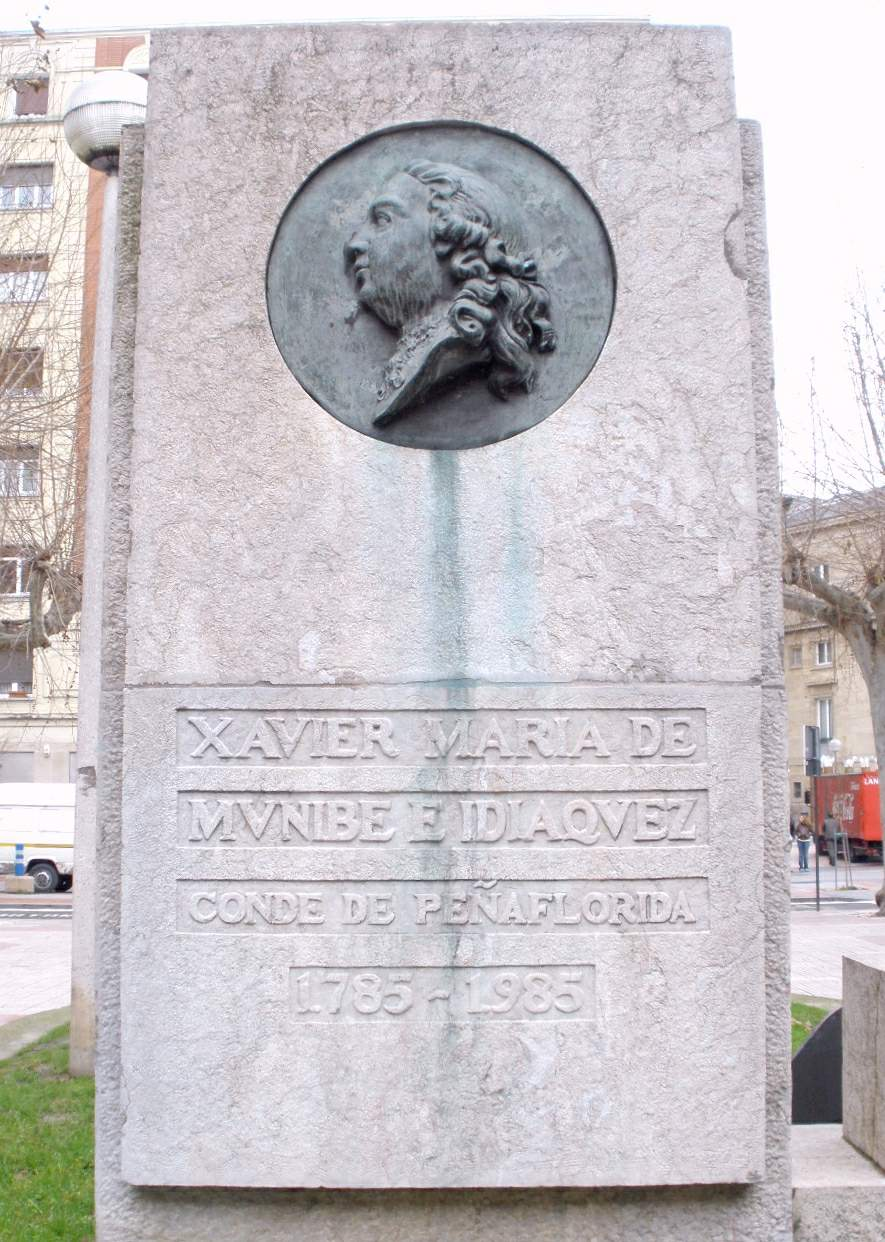
Monumento al conde de Peñaflorida en la plaza a su nombre en Vitoria

Xavier María de Munibe e Idiáquez, X conde de Peñaflorida (Azcoitia, 23 de octubre de 1729-Vergara, 13 de enero de 1785), fue un ilustrado español, escritor en euskera y músico. En 1748 fundó una academia que daría lugar a la Real Sociedad Bascongada de Amigos del País.

## Biografía
Estudió en Toulouse, donde contactó con los jesuitas. Volvió a Guipúzcoa en 1746. Fue diputado general a partir de 1750.
En su casa de Azcoitia, junto con José María de Eguía, III marqués de Narros, y Manuel Ignacio de Altuna y Portu, todos aristócratas de la misma ciudad, que eran conocidos como los «Caballeritos de Azcoitia»o el «Triunvirato de Azcoitia», fundaron una academia de tipo ilustrado. De aquí surgiría la «Real Sociedad Bascongada de Amigos del País», que en 1763 presentó el plan de creación y fue aprobado en 1765. El conde fue el principal impulsor y sería nombrado director perpetuo.
De este triunvirato también surgiría en 1767 el Seminario de Vergara. Estos serían centros pilotos del pensamiento ilustrado y de la ciencia españoles.
La academia celebraba sesiones con el siguiente programa: lunes, matemáticas; martes, física; miércoles: historia y literatura; jueves y domingo, concierto; viernes, geografía; sábado, cuestiones de actualidad.

## Obra
Peñaflorida fue autor de numerosas obras durante su vida. Entre ellas, destacan Los aldeanos críticos (1758), Ensayo de la Sociedad Bascongada de amigos del país (1766) y Gabon-Sariac (1762), una epopeya religiosa (aunque algunos atribuyen esta a Manuel Larramendi). También escribió la música y los libretos de dos óperas cómicas bilingües (castellano-euskera), El borracho burlado (1764) y El carnaval. Comedia famosa.
- Literatura
  - Los aldeanos críticos, 1758.
  - Ensayo de la Sociedad Bascongada de amigos del país, 1766.
  - Gabon-Sariac, 1762.
- Dos operas cómicas bilingües castellano-euskera.
  - El borracho burlado, 1764.
  - El carnaval. Comedia famosa